# Габчиково
Габчиково (слч. Gabčíkovo, мађ. Bős) насељено је мјесто са административним статусом сеоске општине (слч. obec) у округу Дунајска Стреда, у Трнавском крају, Словачка Република.

## Становништво
| Година:    | 1994. | 2004.   | 2014.   | 2024.   |
| ---------- | ----- | ------- | ------- | ------- |
| Број људи: | 4971  | 5117    | 5397    | 5290    |
| Разлика:   |       | +2,93 % | +5,47 % | -1,98 % |

| Година:    | 2023. | 2024.   |
| ---------- | ----- | ------- |
| Број људи: | 5268  | 5290    |
| Разлика:   |       | +0,41 % |

Према подацима о броју становника из 2011. године насеље је имало 5.343 становника.